# همیشه گاهی گاهی
همیشه گاهی گاهی (به هندی: Always Kabhi Kabhi) فیلمی محصول سال ۲۰۱۱ و به کارگردانی روشن عباس است. در این فیلم بازیگرانی همچون علی فضل، جیزلی مونتیرو، زوآ مورانی، هارش نگار، ساتیاجت دبی، لیلیت دوبی، ویجای راز، ناونیت نیشان، ماکش تیواری، آشوین موشران و شاهرخ خان ایفای نقش کرده‌اند.